# Загорці (Бургаська область)
Заго́рці (болг. Загорци) — село в Бургаській області Болгарії. Входить до складу общини Средець.

## Населення
За даними перепису населення 2011 року у селі проживали 272 особи.
Національний склад населення села:
| Національність   | Кількість осіб | Відсоток |
| ---------------- | -------------- | -------- |
| болгари          | 208            | 76,8%    |
| цигани           | 38             | 14,0%    |
| турки            | 20             | 7,4%     |
| інша             | 5              | 1,8%     |
| не визначились   | 0              | 0%       |
| Всього відповіли | 271            |          |

Розподіл населення за віком у 2011 році:
Динаміка населення: